# Justified and Stripped Tour
Justified and Stripped Tour fue una gira musical protagonizada por los cantantes estadounidenses Justin Timberlake y Christina Aguilera en el año 2003 para promocionar sus respectivos álbumes, Justified y Stripped. El tour se realizó a través de Estados Unidos, sin embargo, Aguilera continuó sola en Europa y Asia con el llamado Stripped World Tour. La pareja de artistas se conocía desde la infancia, cuando trabajaban en el programa de televisión The new Mickey Mouse club. El "Justified and Stripped Tour" recaudó USD $45,8 millones en Estados Unidos, convirtiéndose en la gira más lucrativa del 2003.

## Historia
El Justified and Stripped Tour fue la tercera gira para Aguilera y la primera para Timberlake como solista. Fueron patrocinados, entre otros, por Coca-Cola. El material para la sección de Justin provino de su disco Justified y de sus álbumes junto a 'N Sync. Las canciones de Christina pertenecían a su álbum Stripped, además de «Lady Marmalade», selecciones de Mi reflejo y el clásico de Etta James, «At last». 
La mayor parte de las funciones fueron abiertas por The Black Eyed Peas. El tour contó con un equipo de más de 150 personas, incluyendo a iluminadores, técnicos de video, sonidistas, etc. Hubo veinte autobuses de gran capacidad para transportar toda la infraestructura, y más de quince vehículos similares para que viajase todo el equipo humano.
Justified and Stripped fue el tour más rentable del 2003 en Estados Unidos. Además, la revista Rolling Stone la calificó como la mejor gira del año.
En el cuarto trimestre de ese año, Aguilera continuó la gira sin Timberlake, y la rebautizó como Stripped World Tour. A partir de entonces, la lista de canciones se mantuvo fundamentalmente igual, pero ella añadió la canción «Cruz». Timberlake, por su parte, también continuó en solitario con la gira Justified and Lovin' It Live que recorrió Europa, Australia y Norteamérica.

## Repertorio
| Aguilera |
| --- |
| 1. "Stripped Intro" (Introducción) 2. "Dirrty" 3. "Get Mine, Get Yours" 4. "The Voice Within" 5. "Genie in a Bottle" 6. "Can't Hold Us Down" 7. "Make Over" 8. "Contigo en la distancia"/ "Falsas esperanzas" 9. "Loving Me 4 Me" (Video Interludio) 10. "Impossible" 11. "At Last" 12. "I Prefer You" 13. "Lady Marmalade" 14. "Walk Away" 15. "Fighter" 16. "What a Girl Wants" Encore 1. Beautiful" |

| Timberlake |
| --- |
| 1. "Ghetto Blaster" (contiene elementos de "Like I Love You", "Girlfriend" and "Rock Your Body")(Video Introduction) 2. "Rock Your Body" 3. "Right For Me" 4. Medley: 1. "Gone" 2. "Girlfriend" 3. "Senorita" 5. "Still On My Brain" 6. "Nothin' Else" 7. "Tap Dance" (Baile Interludio) 8. "Cry Me a River" 9. "Let's Take A Ride" 10. "Beat Box" (Baile Interludio) 11. "Last Night" 12. "Take It From Here" Encore 1. "Like I Love You" |

## Fechas
| Fecha                   | Ciudad           | País           | Recinto                    |
| ----------------------- | ---------------- | -------------- | -------------------------- |
| Norteamérica            |                  |                |                            |
| 4 de junio de 2003      | Phoenix, Arizona | Estados Unidos | Footprint Center           |
| 6 de junio de 2003      | Oakland          | Estados Unidos | Oracle Arena               |
| 8 de junio de 2003      | Tacoma           | Estados Unidos | Tacoma Dome                |
| 10 de junio de 2003     | Portland         | Estados Unidos | Moda Center                |
| 13 de junio de 2003     | Sacramento       | Estados Unidos | Golden 1 Center            |
| 14 de junio 2003        | San Jose         | Estados Unidos | HP Pavilion at San Jose    |
| 16 de junio de 2003     | Los Ángeles      | Estados Unidos | Staples Center             |
| 17 de junio de 2003     | Los Ángeles      | Estados Unidos | Staples Center             |
| 20 de junio de 2003     | Los Ángeles      | Estados Unidos | Staples Center             |
| 21 de junio de 2003     | Las Vegas        | Estados Unidos | MGM Grand                  |
| 23 de junio de 2003     | Denver           | Estados Unidos | Ball Arena                 |
| 25 de junio de 2003     | Oklahoma City    | Estados Unidos | Paycom Center              |
| 26 de junio de 2003     | Dallas           | Estados Unidos | American Airlines Center   |
| 28 de junio de 2003     | San Antonio      | Estados Unidos | SBC Center                 |
| 29 de junio de 2003     | Houston          | Estados Unidos | Compaq Center              |
| 5 de julio de 2003      | Saint Louis      | Estados Unidos | Savvis Center              |
| 6 de julio de 2003      | Little Rock      | Estados Unidos | Simmons Bank Arena         |
| 8 de julio de 2003      | New Orleans      | Estados Unidos | New Orleans Arena          |
| 9 de julio de 2003      | Bossier City     | Estados Unidos | CenturyTel Center          |
| 11 de julio de 2003     | Memphis          | Estados Unidos | Pyramid Arena              |
| 12 sw julio de 2003     | Atlanta          | Estados Unidos | Philips Arena              |
| 14 de julio de 2003     | Tampa            | Estados Unidos | Amalie Arena               |
| 15 de julio de 2003     | Orlando          | Estados Unidos | TD Waterhouse Centre       |
| 16 de julio de 2003     | Ft. Lauderdale   | Estados Unidos | Amerant Bank Arena         |
| 17 de julio de 2003     | Rosemont         | Estados Unidos | Allstate Arena             |
| 22 de julio de 2003     | Hartford         | Estados Unidos | Hartford Civic Center      |
| 23 de julio de 2003     | Chicago          | Estados Unidos | United Center              |
| 25 de julio de 2003     | Auburn Hills     | Estados Unidos | The Palace of Auburn Hills |
| 26 de julio de 2003     | Cincinnati       | Estados Unidos | US Bank Arena              |
| 28 de julio de 2003     | Pittsburgh       | Estados Unidos | Mellon Arena               |
| 29 de julio de 2003     | Toronto          | Canadá         | Air Canada Center          |
| 31 de julio de 2003     | Toronto          | Canadá         | Air Canada Center          |
| 1 de agosto de 2003     | Buffalo          | Estados Unidos | HSBC Arena                 |
| 3 de agosto de 2003     | Columbus         | Estados Unidos | Schottenstein Center       |
| 5 de agosto de 2003     | Boston           | Estados Unidos | Fleet Center               |
| 6 de agosto de 2003     | Boston           | Estados Unidos | Fleet Center               |
| 8 de agosto de 2003     | Filadelfia       | Estados Unidos | First Union Center         |
| 18 de agosto de 2003    | Uniondale        | Estados Unidos | Nassau Coliseum            |
| 19 de agosto de 2003    | Uniondale        | Estados Unidos | Nassau Coliseum            |
| 20 de agosto de 2003    | East Rutherford  | Estados Unidos | Continental Airlines Arena |
| 23 de agosto de 2003    | Albany           | Estados Unidos | MVP Arena                  |
| 25 de agosto de 2003    | Washington, D.C. | Estados Unidos | MCI Center                 |
| 31 de agosto de 2003    | Indianápolis     | Estados Unidos | Conseco Fieldhouse         |
| 1 de septiembre de 2003 | Milwaukee        | Estados Unidos | Bradley Center             |
| 2 de septiembre de 2003 | Saint Paul       | Estados Unidos | Xcel Energy Center         |